# Jan Wodzyński
Jan Wodzyński (ur. 18 grudnia 1932 w Łodzi, zm. 23 stycznia 2009 w Gdyni) – polski aktor, reżyser, pedagog, nestor gdyńskiej sceny.
Karierę rozpoczynał w Zespole Pieśni i Tańca Śląskiego Okręgu Wojskowego Wrocław, następnie w latach 1955–1959 był solistą w Operze w Łodzi, w latach 1959–1962 był solistą Operetki w Łodzi. Od roku 1962 do 1985 był związany estradowo z Teatrem Muzycznym w Gdyni, był tam solistą, a także asystentem reżysera oraz reżyserem. Od roku 1979 pedagog i wykładowca Państwowej Akademii muzycznej im. Stanisława Moniuszki w Gdańsku.
Aktor uhonorowany był wieloma odznaczeniami państwowymi, m.in. Krzyżem Kawalerskim Orderem Odrodzenia Polski, Złotym Krzyżem Zasługi, orderem Zasłużony Ziemi Gdańskiej, Medalem Sint Sua Praemia Laudi, laureat nagrody Prezydenta Miasta Gdynia.